# Wywilżna karłowata

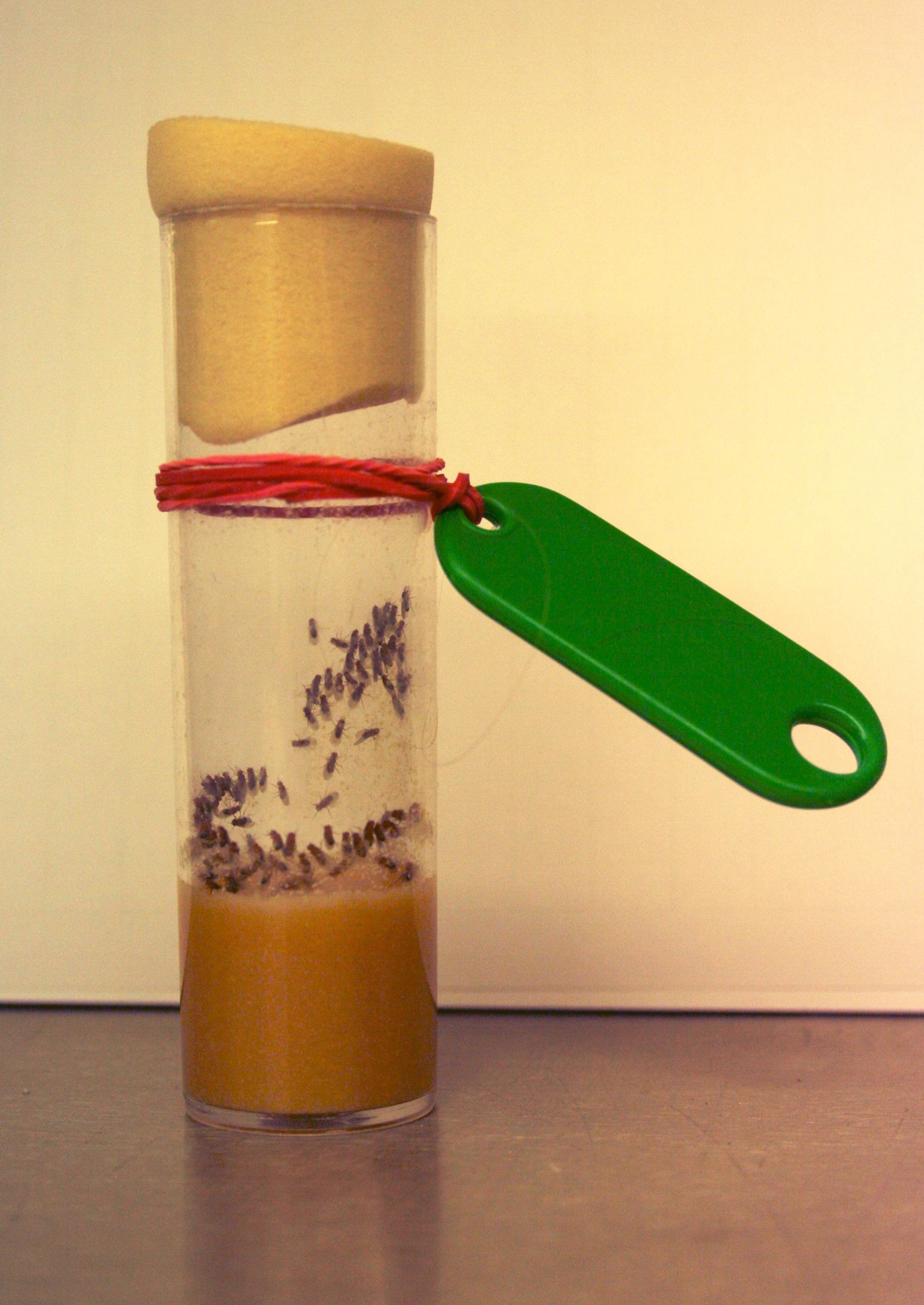
Laboratoryjna hodowla muszki owocówki w fiolce z papką owocową

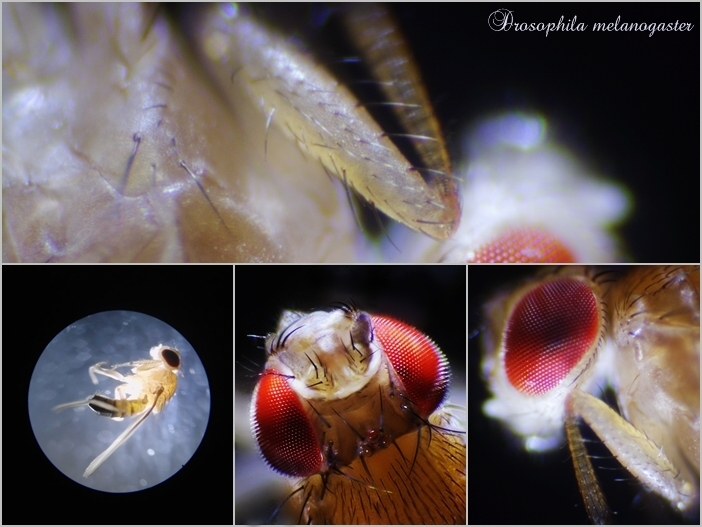
Drosophila melanogaster

Wywilżna karłowata, drozofila karłówka, muszka owocowa, wywilżnia, wywilżanka, drozofila, octówka (Drosophila melanogaster) – niewielki owad (wielkości 2–3 mm) z rzędu muchówek. Jest gatunkiem należącym do bezkręgowych organizmów modelowych. Został użyty przez Thomasa Morgana w badaniach nad chromosomową teorią dziedziczności. Owad ten jest też jednym z pierwszych zwierząt wykorzystywanych w bioastronautyce – od 1952 w lotach balonowych w górne warstwy atmosfery – i pierwszym zwierzęciem umieszczonym przez ludzi w przestrzeni kosmicznej (20 lutego 1947).
W środowisku naturalnym owady te spotkać można w pobliżu drzew owocowych, wokół fermentujących owoców, ale przywabiają je także zapachy produktów jak wino, konfitury, dżemy i ocet. Nazwa muszka owocowa pochodzi stąd, iż owady te odżywiają się drożdżami żyjącymi na gnijących owocach. Nie jest więc szkodnikiem upraw rolnych, choć może powodować szkody w przetworach owocowych.

## Budowa
Muchówka o ciele długości około 2 mm. Głowa jest żółta. Na głowie para szczecinek orbitalnych skierowanych w tył jest znacznie cieńsza niż ich para skierowana w przód. Czułki mają człon trzeci krótko owłosiony, co najwyżej półtora raza dłuższy niż szeroki i nie dłuższy niż dwukrotność długości członu drugiego, zaś aristę z wierzchołkowym rozwidleniem i co najmniej dwoma promieniami na spodniej stronie. Tułów ma barwę żółtą do brązowawożółtej. Chetotaksję tułowia cechuje 8 przedszwowych rzędów szczecinek środkowych grzbietu w przedniej części śródplecza, w których wszystkie szczecinki są tak samo krótkie, brak dłuższych szczecinek śródplecowych przed szwem poprzecznym oraz spośród trzech górnych par szczecinek sternopleuralnych przednia najkrótsza, a tylna najdłuższa. Użyłkowanie skrzydła odznacza się żyłką subkostalną bez sierpowatego zakrzywienia za żyłką barkową, tylną komórką bazalną zlaną z komórką dyskoidalną oraz wierzchołkowym odcinkiem żyłki medialnej M1+2 nie dłuższym niż trzykrotność odcinka tej żyłki między żyłkami poprzecznymi przednią i tylną. Wszystkie pary odnóży mają szczecinki przedwierzchołkowe na goleniach. Przednie stopy mają pierwszy człon znacznie krótszy niż drugi i trzeci razem wzięte, a u samca charakteryzują się obecnością grzebienia z drobnych, czarnych kolców. Żółty odwłok ma czarne przepaski na tylnych brzegach tergitów oraz czarny wierzchołek.

## Muszka owocowa jako gatunek modelowy
Drosophila melanogaster jest jednym z pierwszych eukariotycznych organizmów, których DNA zostało całkowicie zsekwencjonowane.
W genetyce funkcjonuje jako gatunek modelowy od czasów prac Thomasa Morgana z początku XX wieku. Dzięki łatwej hodowli, prostemu sposobowi krzyżowania oraz szybkiemu wzrostowi (zdolne do rozmnażania po 8–12 godzinach po przepoczwarczeniu) są one powszechnie stosowane w badaniach genetycznych, a także jako żywy pokarm dla niektórych ryb akwariowych i gadów. Genom muszki jest niewielki (haploid) zawiera ok. 131–165 milionów par nukleotydów, a liczba genów wynosi ok. 14 tysięcy. Drosophila melanogaster posiada jedynie 4 pary chromosomów – po 3 pary autosomów i 1 parę chromosomów płci (XY – samce, XX – samice). Ponad 25% każdego chromosomu to heterochromatyna zlokalizowana w części centralnej i telomerach. Ze względu na to, że większość genów znajduje się w euchromatynie ułatwia to mapowanie genowe. Istotne dla badań jest istnienie chromosomów politenicznych (np. dla hybrydyzacji in situ dla lokalizacji markerów w chromosomie). Powstają one przez 10-krotną replikację DNA, które nie jest przedzielone podziałami mitotycznymi. Występują w gruczołach ślinowych, komórkach przewodu pokarmowego, cewkach Malpighiego i komórkach tłuszczowych.
Thomas Morgan przeprowadził pierwsze eksperymenty na Drosophila melanogaster w 1908 roku. Badania umożliwiły sformułowanie chromosomowej teorii dziedziczności, za którą w 1933 roku otrzymał Nagrodą Nobla („za odkrycia dotyczące roli chromosomu w dziedziczeniu”). W następnych dziesięcioleciach D. melanogaster była badana w setkach zajmujących się genetyką laboratoriów na świecie (zob. hasła geny homeotyczne, homeoza, antennapedia, bithorax i in.).

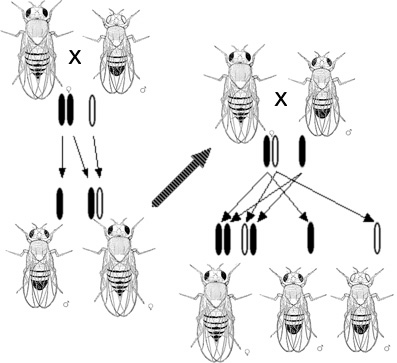
Dziedziczenie mutacji białych oczu (T.H. Morgan, 1919)
Geny homeotyczne kompleksów ANT-C i BX-C
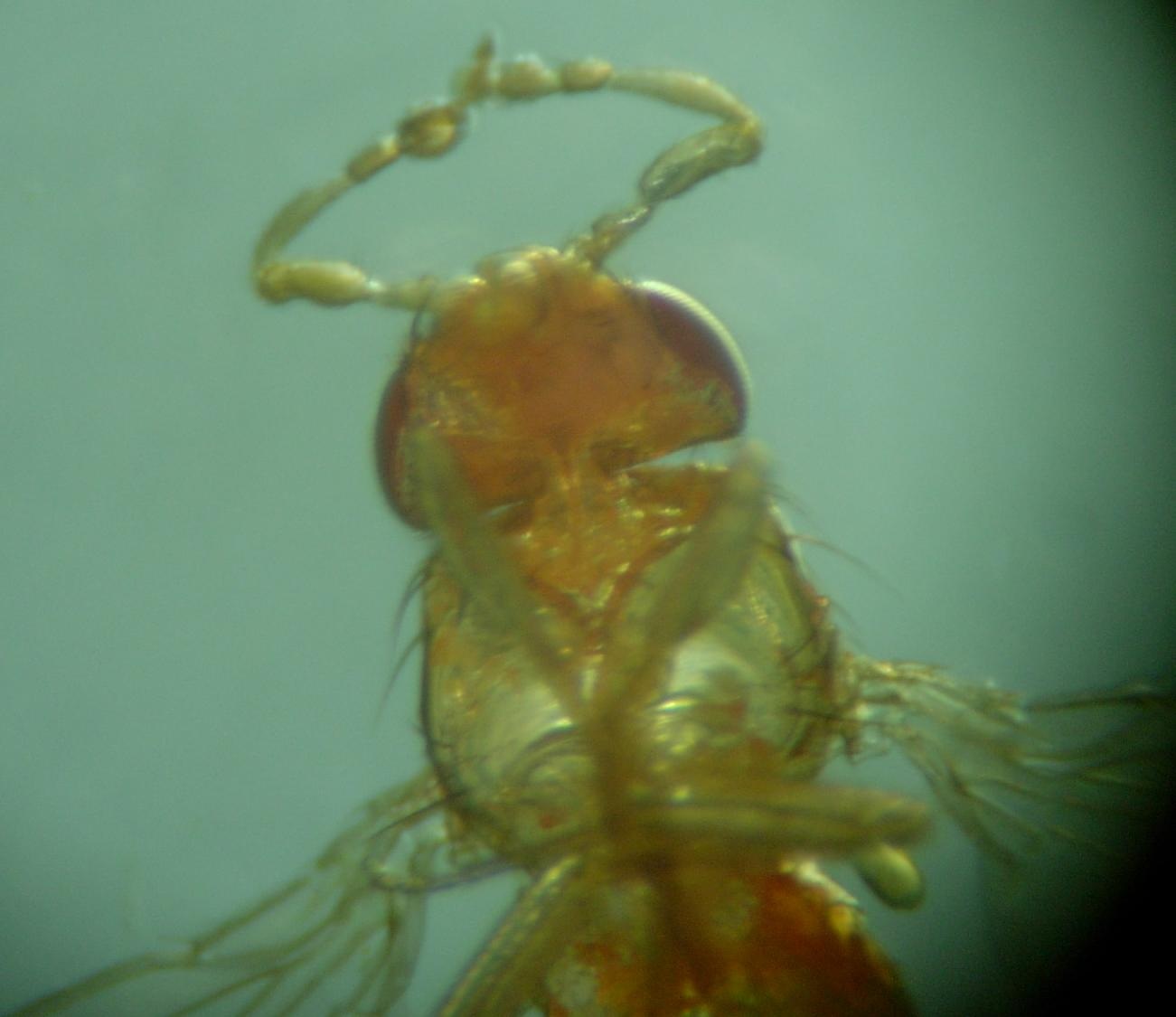
Przykład mutacji w kompleksie ANT-C (antennapedia(inne języki))
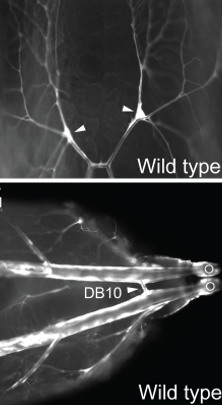
Tchawka drosophili

## Uwagi

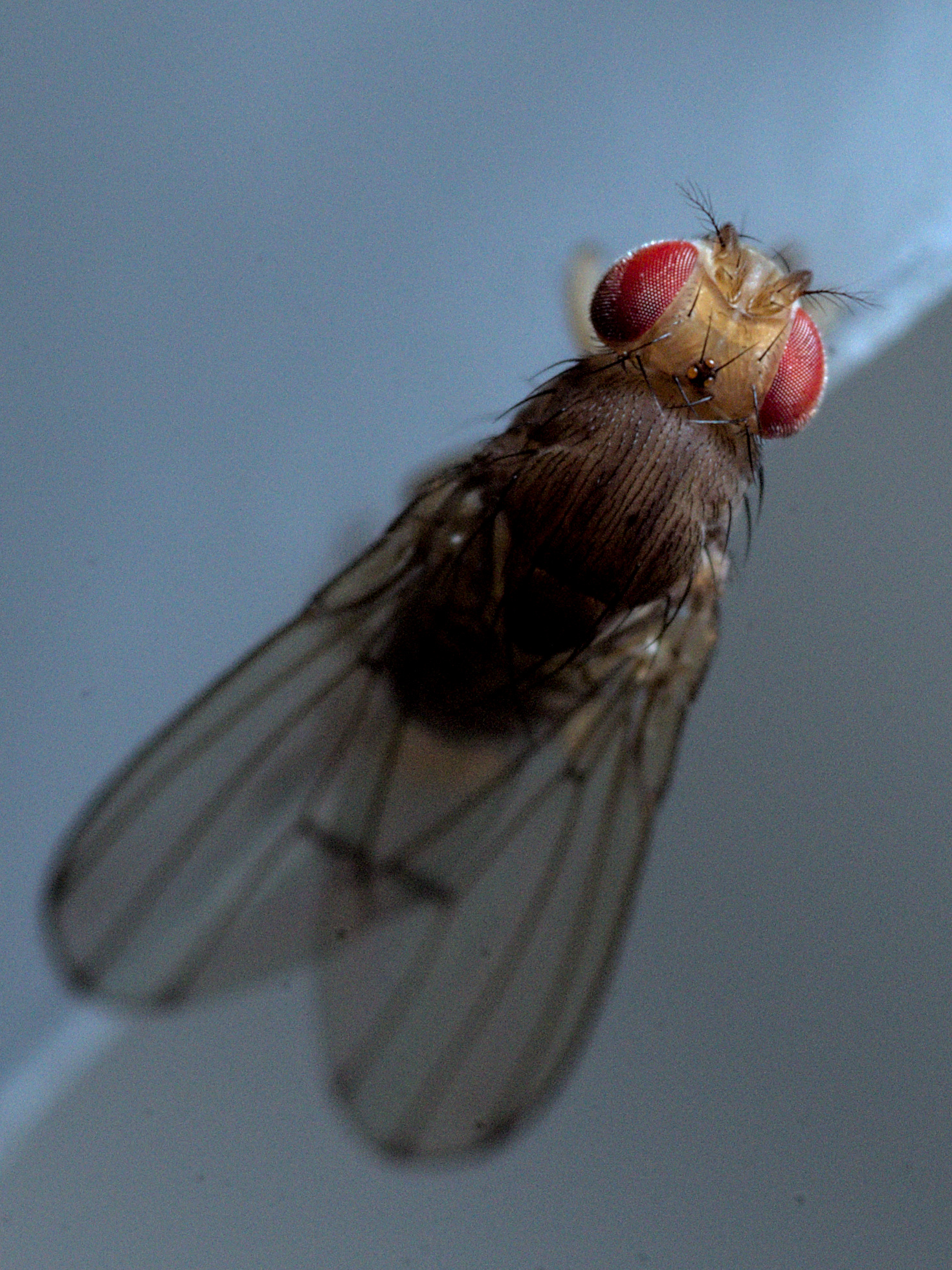
Drosophila melanogaster